# Pieve di Balerna
La pieve di Balerna o pieve di San Vittore era il nome di un'antica pieve della diocesi di Como e del Baliaggio di Mendrisio con capoluogo Balerna.
Il patrono era san Vittore, al quale è ancora oggi dedicata la locale chiesa arcipretale.

## Storia
La pieve di Balerna fu una delle più antiche dipendenze di Como e del Contado del Seprio, in consorzio con quelle di Riva e di Uggiate. Agli inizi del Rinascimento la pieve religiosa, come tutte quelle del Ducato di Milano, assunse anche una funzione amministrativa, non comprendendo però in questo caso Capolago, ma estendendosi di contro sulla comasca Chiasso.
Nel 1512 l'intero territorio subì l'invasione dei confederati elvetici, che iniziarono una guerra quadriennale contro la Francia per il controllo del Nord Italia, conclusasi nel 1516 con il trattato di Friburgo che segnò la definitiva annessione alla Svizzera della pieve di Balerna che, col comune di Mendrisio che già dagli Sforza aveva ricevuto il privilegio di una gestione separata, entrò nel neocostituito Baliaggio di Mendrisio, dipendenza diretta della Confederazione.
La pieve amministrativa e quella religiosa terminarono in periodi diversi: per la prima fu fatale l'invasione giacobina del 1798, allorquando fu trasformata nel nuovo e più moderno distretto di Mendrisio, mentre la seconda terminò il secolo successivo quando il governo federale, come stava accadendo ovunque, pretese la rettifica dei confini ecclesiastici su quelli politici, e venne dunque creata una diocesi luganese separata da Como.